# 플랑베

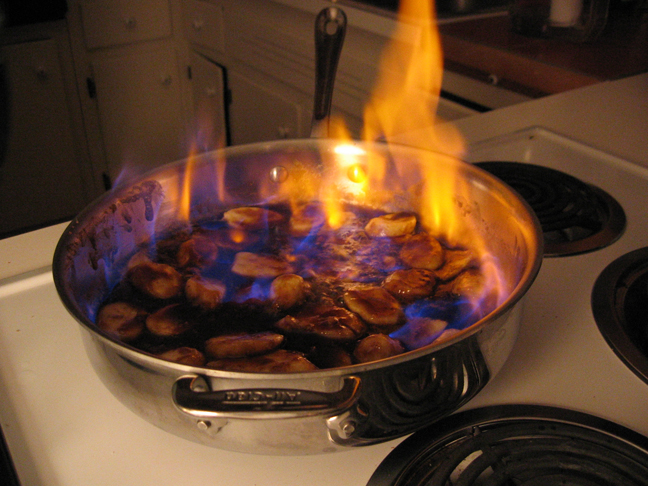

플랑베(프랑스어: Flambé')는 프랑스에서 넘어온 조리 용어로, 조리 중인 요리 또는 소스에 센불에서 적당한 도수의 주류를 첨가하여 단시간에 알콜을 날리는 조리법을 말한다.

## 활용
주로 수조육류,어패류의 누린내, 비린내 등의 제거와 채소의 풋내를 날려주는데 이용한다.
간혹 꼬냑, 브렌디등 그 향이 진하고 우수한 주류의 특성을 이용해 재료에 풍미를 더하기 위해 사용되기도 한다.

### 조리
육류, 생선요리나 채소등의 요리에 불필요한 잡내를 날려주는데 이용된다. 또한 시각적인 효과가 아름다워 고객에게 보여주는 쇼로도 많이 사용되고 있는 기술이다.
레드와인 소스를 만들때 알콜을 날려주기위해서도 사용. 이때는 알콜이충분히 기화할때까지 발화상태를 유지한다.

### 음료
플레어바(Flare Bar)에서 보여주는 불쇼의 대부분이 여기에 속한다. 단 칵테일에서의 활용은 화학적 영향보다는 시각적 효과에 목적을 둔 것이 많다.